# Шерлок Холмс (фільм)
Шерлок Голмс (англ. Sherlock Holmes) — фільм британського режисера Гая Річі про детектива Шерлока Голмса, літературного персонажа видатного англійського письменника сера Артура Конан Дойля. Прем'єра стрічки відбулася взимку 2009 року.
У 2011 вийшло продовження фільму — «Шерлок Голмс: Гра тіней».

## Сюжет
Дія фільму відбувається у 1890 році. Найбільший детектив Шерлок Голмс та його помічник доктор Ватсон запобігають останньому з шести ритуальних жертвопринесень. Винуватця злочинів, таємничого лорда Блеквуда, засуджують до страти.
Наступні три місяці Голмс нудьгує — він не може знайти для себе справжню справу, до того ж заручини та переїзд друга тільки підливають олії у вогонь. Все ж таки Джону вдається вмовити Шерлока піти на вечерю і познайомитися з його нареченою Мері Морстен, але вечір закінчується скандалом.
Тим часом Лорд Блеквуд, засуджений на смерть через повішення, знущається зі співкамерників та охоронців. Вся в'язниця в паніці, і весь Лондон чекає смерті чаклуна. Шибениця зведена, останнє бажання Блеквуда — побачення з Шерлоком Холмсом, людиною, яка його зупинила.
Наступного ранку Шерлока відвідує його давня знайома — всесвітньо відома злочинниця Ірен Адлер, з якою його пов'язують складні почуття. Вона пропонує йому гроші за те, щоб вона знайшла людину — рудого карлика, на ім'я Люк Рієрден. Шерлок відмовляється, хоча потім таємно переслідує її, щоб дізнатися, хто її замовник.
Повернувшись додому, Голмс і Ватсон отримують неприємні звістки — лорд Блеквуд «повстав із мертвих»: його могильну плиту вибили зсередини, а в труні — тіло карлика, якого шукала Ірен. Тепер на кону стоїть репутація Ватсона як лікаря, бо констатував смерть Блеквуда на страти.
Відвідавши будинок Рієрдена, Голмс і Ватсон дізнаються, що він спілкувався з покійним лордом. Вони могли б дізнатися більше, але в будинок вриваються люди Блеквуда, щоб знищити сліди таємничих експериментів жертви. Починається бійка, два підручні Блеквуда знешкоджені, але їх спільник, громила Дреджер в ході бійки, що поступово перейшла на територію верфі, руйнує підпори корабля. За завдання шкоди чужому майну Голмса і Ватсона беруть під варту. Незабаром Ватсона випускають під заставу, яку внесла Мері. За Голмса також вносять заставу та забирають у секретне окультне товариство — Храм Чотирьох Орденів. Керівництво ордена — верховний суддя сер Томас Ротерам, міністр внутрішніх справ Говард та посол Великої Британії у США Джон Стендіш — просять Шерлока зупинити Блеквуда. За їхніми словами, колишній член ордена має намір призвати таємничу силу, за допомогою якої він змінить світ. У розмові Голмс здогадується, що сер Томас є батьком Блеквуда, і попереджає його, що, можливо, він — наступна жертва, оскільки решта сім'ї Блеквуда вже мертва.
Ірен напував Голмса вином зі снодійним.
Зрозумівши, що люди Блеквуда «замітають сліди», Голмс вирушає до Ірен, щоб попередити її про небезпеку. Коли Шерлок відмовляється виїхати разом з нею, Ірен опаює його вином зі снодійним та втікає. Прокинувшись, Холмс дізнається, що сер Томас був убитий у своєму будинку цього ж вечора. Там він знаходить потайну кімнату із зображенням сфінкса.
На таємних зборах членів Храму Говард оголошує Блеквуд новим главою. Стендиш виступає проти цієї витівки, говорячи, що «сили», до яких звернувся Блеквуд, неможливо контролювати. Блеквуд, що прийшов на зустріч, відкрито говорить послу США, що «колишня колонія» знову повернеться в лоно Британської імперії з Блеквудом на чолі. Стендиш стріляє в нього, але сам починає горіти і в паніці кидається з вікна. Члени Храму, які увірували в силу Блеквуда, приймають від рук Говарда чашу і на знак вірності п'ють з неї. Насамкінець Блеквуд дає команду міністру внутрішніх справ привести Голмса.
Новими слідами Голмс і Ватсон вирушають на промислову фабрику, де зустрічають Блеквуда. Але вони упускають його через Ірен, яку доводиться рятувати від стрічкової пилки для оброблення свинячих туш. До того ж Блеквуд залишає вибуховий пристрій, через що фабрика злітає у повітря.
Прийшовши до тями після вибуху, Холмс виявляє, що Говард виписав ордер на його арешт. Переконавшись, що Ватсон живий, Голмс іде у підпілля. Наступного ранку він розповідає Джону та Ірен про свою версію: п'ять убитих дівчат символізували п'ять кінців пентаграми, а місця вбивств трьох чоловіків є три з чотирьох кінців хреста, а самі вбиті означають частини сфінкса: Рієрден представляє людину, сер Томас — бика (він носив обручку з биком), посол США — орла (орел є національним символом країни). Голмс вважає, що остання точка Блеквуда із символом лева — це парламент Великої Британії (де збираються «леви» Уряду). Саме там він завдасть свого останнього удару.
Розмову переривають поліцейські, що раптово увірвалися. Ватсону та Ірен вдається втекти, а Голмс свідомо здається, його відправляють до Говарда, який, як виявляється, був спільником Блеквуда від початку. Міністр розкриває детективу план Блеквуда — вбити всіх членів парламенту, крім наближених, щоб потім узурпувати владу в імперії. З'ясувавши все, Холмс втікає. Приєднавшись до Джона та Ірен, вони припливають під каналізацію парламенту, де виявляють хімічний пристрій, створений Рієрденом. Варто натиснути кнопку на передавачі, що знаходиться в руках Блеквуда, як весь парламент заповниться отруйним газом. Поки Ватсон і Голмс борються з охоронцями, Ірен вдається вибити циліндри з отруйною речовиною з пристрою, але вона одразу ж збігає разом з ними. Голмс наздоганяє її на самому верху Тауерського мосту, що будується, де раптово з'являється Блеквуд — його план провалився і тепер він прагне помсти. Він скидає Ірен з мосту, але вона вижила, впавши на перекладину. Холмс і Блеквуд сходяться в сутичці, і бій закінчується перемогою Шерлока. Поки Блеквуд висить на руках над Темзою, Голмс розповідає йому про те, що всі «містичні» сили були лише звичайними хімічними фокусами Рієрдена, і ніякої магії не було й близько: Блеквуд заздалегідь зламав свою могилу, а потім знову склеїв усі уламки за допомогою зробленого Рієрденом розчину з яєць і меду, сера Томаса він убив, підсипавши йому у ванну виготовлену Рієрденом паралізуючу отруту, а Стендиш згорів від особливого реагенту, який спалахує при найменшій іскрі (у пістолет заздалегідь був вставлений холостий патрон), і цей же реагент вибух на фабриці. Все ж він рятує лорда, щоб той відповів за свої злочини перед судом, але балка, що раптово впала, тягне злочинця за собою, і Блеквуд гине від удушення ланцюгом. Голмс йде до Ірен, вона розповідає, що її таємничий наймач — це професор Моріарті, який розумний, так само як Голмс, і набагато небезпечніший за Блеквуда. Насамкінець він віддає їй ключі від наручників, замість діаманта на шиї, який пізніше став обручкою Мері Морстен.
Наприкінці фільму Голмс розповідає Ватсону та його нареченій, яким чином «магу» вдалося уникнути першої повішення і прикинутися мертвим (кат був заздалегідь підкуплений, щоб причепити захований гачок до коміра, а уявна смерть зроблена за допомогою екстракту рододендрона). Після цього приходить поліція і повідомляє про смерть одного з сержантів біля каналізаційної труби, який був застрелений у день упіймання лорда Блеквуда. Голмс, завдяки своїй кмітливості, розуміє, що вбивця — професор Моріарті, який полював на частину машини Рієрдена. Його метою був бездротовий пристрій, а Ірен була лише відволікаючим маневром, тому що професор чудово знав, що Голмс побіжить за нею і залишить машину без нагляду. В останній сцені фільму Голмс вирішує зайнятися новим розслідуванням.

## У ролях
- Роберт Дауні (молодший) — Шерлок Голмс
- Джуд Лоу — Доктор Вотсон
- Рейчел Мак Адамс — Ірен Адлер
- Едді Марсан — Інспектор Лестрейд
- Марк Стронг — Лорд Блеквуд
- Келлі Райлі — Мері Морстен
- Джеральдін Джеймс — Місис Хадсон
- Ханс Метісон — Лорд Ковард
- Джеймс Фокс — Сер Томас Ротерам
- Роберт Маї — Дреджер

## Саундтрек
Саундтрек було видано за декілька днів до прем'єри стрічки. Композитор Ганс Ціммер («Бетмен: Початок», «Темний Лицар», «Гладіатор», «Код да Вінчі») спеціально для запису композицій не використовував симфонічного оркестру. Він написав музику, яка є сумішшю циганських мелодій та кантрі. А при записі використав лише банджо, скрипки та піаніно. Це мало показати, який хаос був в голові Шерлока Холмса.
Автор музики Ганс Ціммер. 
| #   | Назва                                 | Тривалість |
| --- | ------------------------------------- | ---------- |
| 1.  | «Discombobulate»                      | 2:25       |
| 2.  | «Is It Poison, Nanny?»                | 2:53       |
| 3.  | «I Never Woke Up In Handcuffs Before» | 1:44       |
| 4.  | «My Mind Rebels At Stagnation»        | 4:31       |
| 5.  | «Data, Data, Data»                    | 2:15       |
| 6.  | «He's Killed The Dog Again»           | 3:15       |
| 7.  | «Marital Sabotage»                    | 3:44       |
| 8.  | «Not In Blood, But In Bond»           | 2:13       |
| 9.  | «Ah, Putrefaction»                    | 1:50       |
| 10. | «Panic, Sheer Bloody Panic»           | 2:38       |
| 11. | «Psychological Recovery... 6 Months»  | 18:18      |
| 12. | «Catatonic»                           | 6:45       |

## Цікаві факти
- Під час зйомок бойової сцени колишній реслер Роберт Мейллет випадково нокаутував актора Роберта Дауні-молодшого[3].
- На роль доктора Ватсона було розглянуто понад 20 акторів (Джон К'юсак, Джерард Батлер і Кріс Пайн), проте вибір припав на Джуда Лоу[3].